# Fondal de Sant Martí

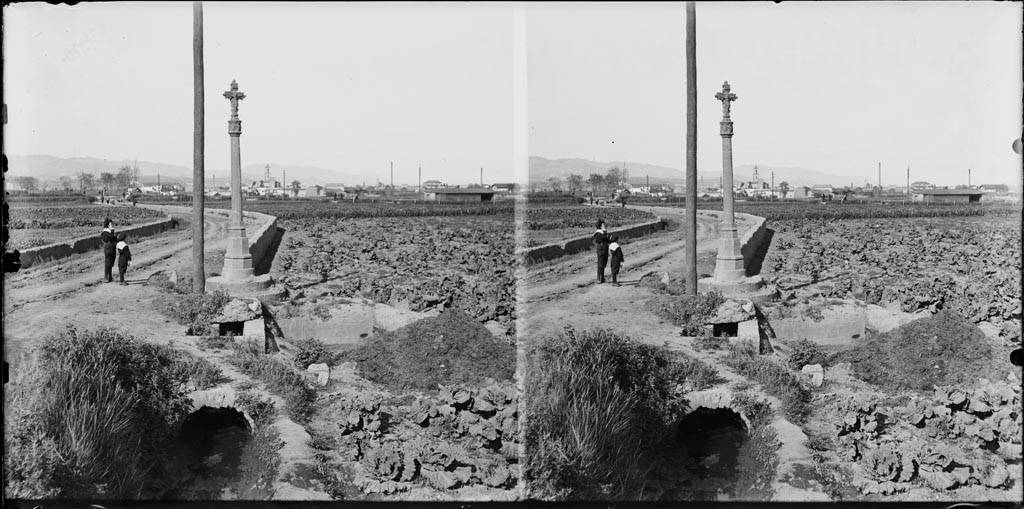
Fondal de Sant Martí des de l'antiga creu de terme situada prop de la Torre de Fang

El Fondal de Sant Martí és un carrer de la ciutat de Barcelona però en el passat va ser el camí que donava accés al nucli vell de l'antic municipi de Sant Martí de Provençals des de la Carretera de Ribas (avui Carrer de la Sagrera i més remotament Via Francisca, ramal de la Via Augusta romana).
El seu origen és molt antic: a l'època romana ja es documenta un camí que es desviava de la Via Augusta per connectar amb Bètulo.
El nom de "Fondal" fa referència a que era un camí deprimit respecte a la carretera on s'originava. Començava molt a prop de la Torre del Fang. Allà hi hagué una creu de terme senyalant el límit dels termes de Sant Martí i La Sagrera (raó per la qual també se'l conegué com a "Camí de la Creu" i "Camí de Sant Martí")
S'ha documentat la construcció de diverses torres de defensa prop del nucli inicial de Sant Martí (s.XI) i prop d'aquestes vies de comunicació les denominades "Turris Blanca" i "Parietes Delgades"

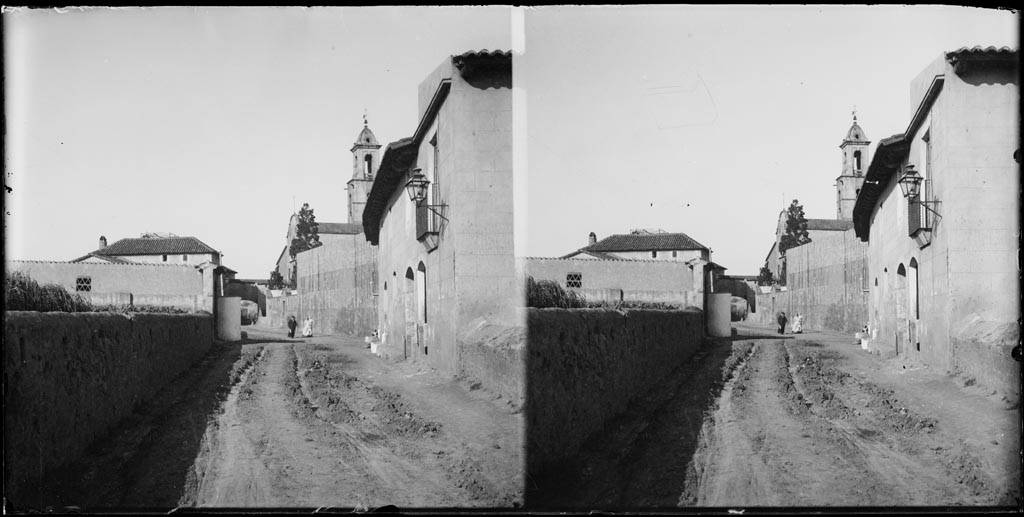
Tram final del Fondal de Sant Martí. Antic hostal (a la dreta) i l'església (al fons)

La construcció de la línia de ferrocarril (1854) va fer desaparèixer aquest tram inicial del camí. Amb la construcció del Parc de Sant Martí (1979-1992) es decidí integrar-lo com a via interna del parc tal com es manté avui.
A prop del camí hi hagué l'antiga fàbrica de cartrons de la família Arnella, cognom vinculat al cantant i folklorista Jaume Arnella doblement relacionat amb la Verneda de Sant Martí per ser l'autor que musicà el "Romanço de Sant Martí" l'any 1988. Més a prop del nucli antic també hi hagué la coneguda com a “fàbrica dels ossos”. Totes dues van desaparèixer poc abans de la construcció del parc.
El Fondal de Sant Martí arribava fins a la Plaça d'Ignasi Juliol on es concentrava el nucli vell de Sant Martí: l'església, la rectoria (durant molts anys Ajuntament de Sant Martí de Provençals, jutjat i presó fins a la construcció de la seu de la Plaça Valentí Almirall), el cementiri (traslladat al de Sant Andreu al 1924) i l'hostal (enderrocat als anys 80) amb el conegut com a "corral d'en Peris" (on s'hi guardava el bestiar dels qui anaven de pas i s'allotjaven a l'hostal).
La Plaça Ignasi Juliol va ser també una cruïlla de camins: cap a la Sagrera pel Pont del Treball (avui Carrer de la Selva del Camp) i pel Carrer del Rector de Vallfogona cap a l'antic Camí de la Verneda (des del Clot portava al Molí de la Verneda proper al Besòs). Aquest últim seguia més endavant ja com "Camí de Provençals".
Un cop passada la plaça i l'arc de l'església el Fondal de Sant Martí encara continuava com a “Camí de la Fàbrica” (per la fàbrica de cola de J.Roig) i fins al nucli de "Cases Barates" de la riba dreta del Besòs (antigament part del municipi de Santa Coloma de Gramenet)